# San Lorenzo Maggiore

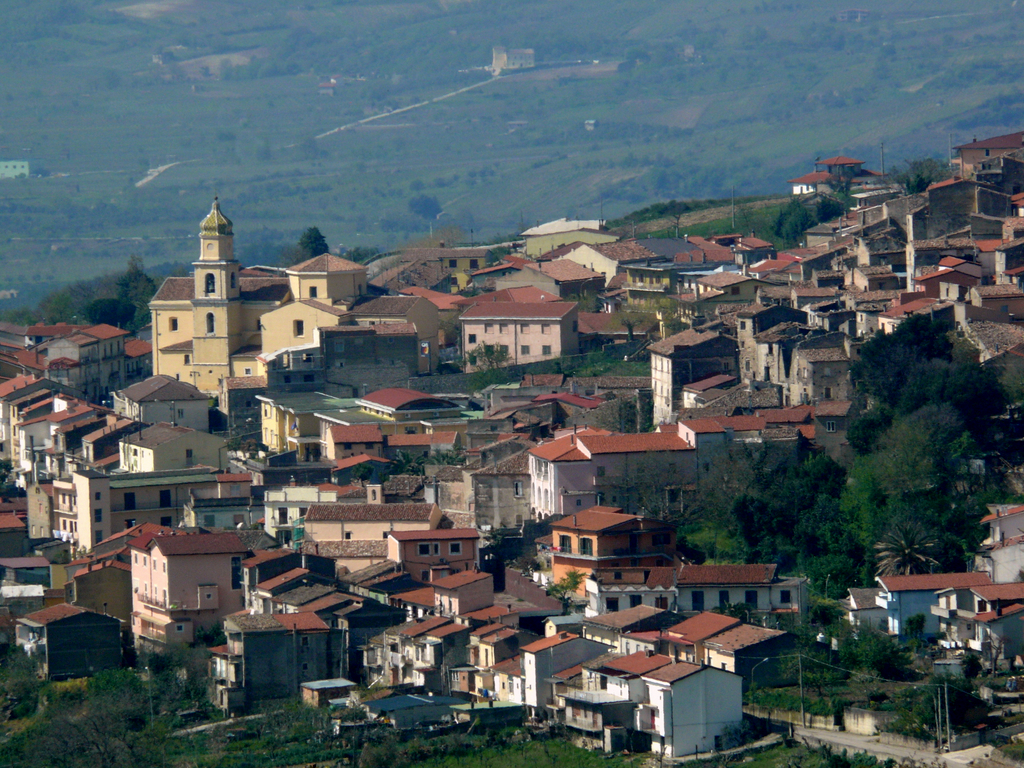
Panorama von San Lorenzo Maggiore

San Lorenzo Maggiore ist eine italienische Gemeinde (comune) mit 1894 Einwohnern (Stand 31. Dezember 2023) in der Provinz Benevento in Kampanien. Die Gemeinde liegt etwa 20 Kilometer nordwestlich von Benevent und gehört zur Comunità montana del Titerno. Der Calore Irpino begrenzt die Gemeinde im Süden.

## Geschichte
663 kam es in der Nähe der kleinen Ortschaft Limata in der Gemeinde zu der Schlacht zwischen dem langobardischen Grafen von Capua und dem byzantinischen König Konstans II. Das Erdbeben von 1688 führte zu einer weiten Zerstörung des Gebiets.

## Verkehr
Der Bahnhof von San Lorenzo Maggiore liegt an der Bahnstrecke Caserta–Foggia.